# Slow Me Again
Singles de Jean-Jacques Goldman 
(sous le pseudonyme Sweet Memories)
Back to the City again
(1978) High Fly
(1980)
Slow Me Again est une chanson de Sweet Memories, sorti en single 45 tours et maxi 45 tours en 1979. 

## Historique
Sous ce pseudonyme se cache Jean-Jacques Goldman, qui signe un medley de douze tubes des années 1960 et 1970, rassemblés autour du canon de Pachelbel et qu'il enregistra alors qu'il était en difficulté financière. L'idée de Slow Me Again est, selon le producteur Jean Mareska, due au succès de Rockollection, de Laurent Voulzy, qui alterne couplets en français et reprises de chansons anglo-saxonnes. 
Toutefois, le single rencontra un succès en discothèque, mais pas au niveau commercial, puisqu'il fut vendu à quelques centaines d'exemplaires. Il s'agit du dernier titre de Goldman en solo édité par Warner Bros. Records.
La chanson reprend les titres suivants  : 
- A Whiter Shade Of Pale, de Procol Harum
- Only You (And You Alone), des Platters
- The House of the Rising Sun, des Animals
- Hey Jude, des Beatles
- a Man Loves a Woman, de Percy Sledge
- l'instrumental de Je t'aime... moi non plus, de Serge Gainsbourg
- I Started a Joke, des Bee Gees
- Sag warum, de Camillo Felgen
- It's a Man's Man's Man's World, de James Brown
- I'm Not in Love, de 10CC
- Nights in White Satin, des Moody Blues
- Let It Be, des Beatles

## Titres

### Single 45 tours
Single Warner Bros Records 17 203 
| 1. | Slow Me Again - Part 1 A Whiter Shade Of Pale Hey Jude Je t'aime, moi non plus I Started a Joke | Sweet Memories Gary Brooker, Keith Reid John Lennon, Paul McCartney Serge Gainsbourg Robin, Barry et Maurice Gibb | 3:50 |

| 1. | Slow Me Again - Part 2 Sag Warum It's A Man's Man's Man's World I'm Not In Love Nights In White Satin Let It Be | Sweet Memories Phil Spector, Jean Nicolas James Brown Eric Stewart, Graham Gouldman Justin Hayward John Lennon, Paul McCartney | 4:27 |

### Singles maxi 45 tours
Single promo Warner Bros Records  PRO 100  
Single Warner Bros Records 26 099 